# 室戸市立室戸岬小学校
室戸市立室戸岬小学校（むろとしりつ むろとみさきしょうがっこう）は、かつて高知県室戸市室戸岬町にあった公立小学校。

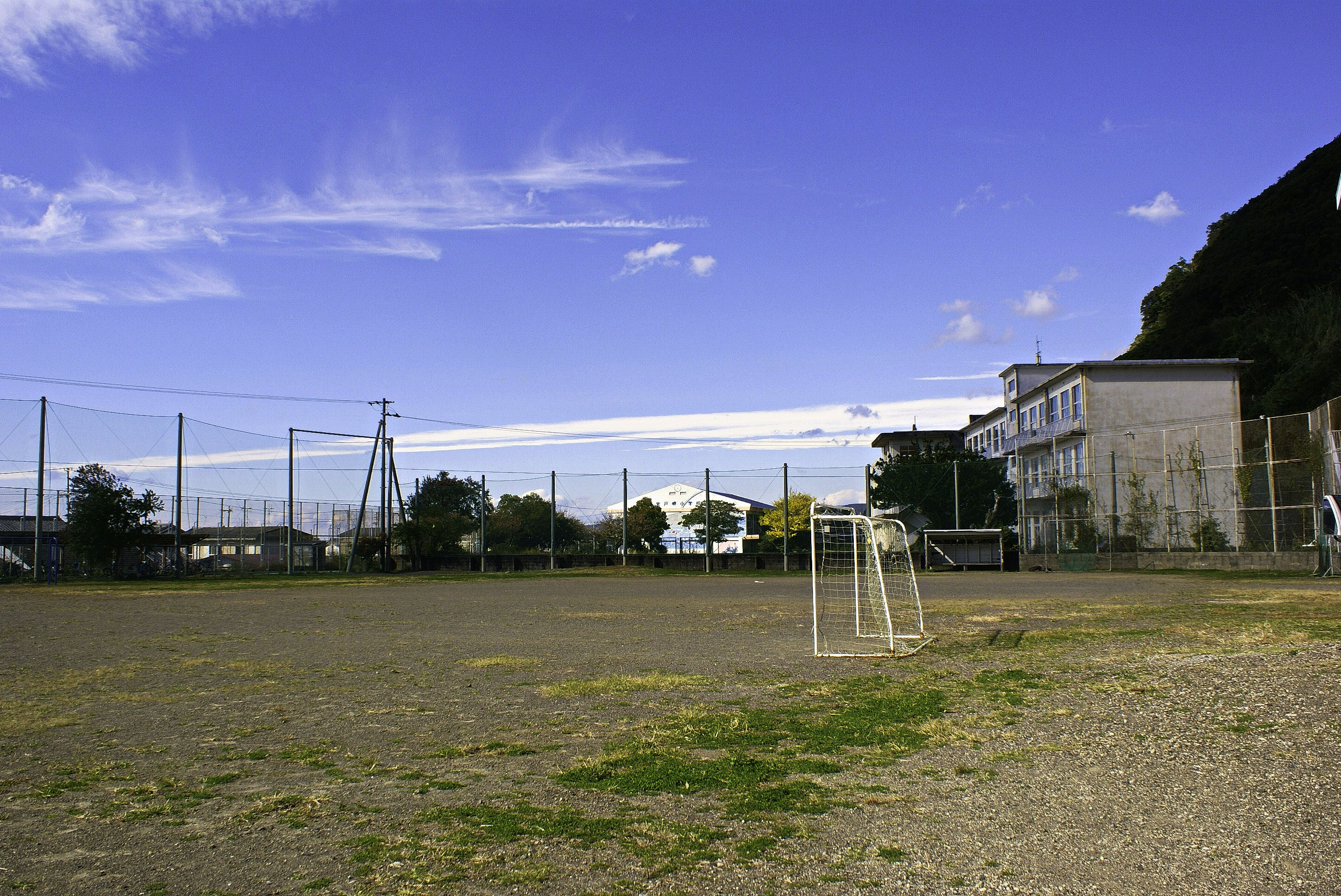
室戸岬小学校

## 沿革
- 1873年 - 津呂小学校として開校[1]
- 1903年 - 開校[要出典]
- 1956年 - 児童数861人[1]
- 1959年 - 室戸市の市制施行に伴い、室戸市立室戸岬小学校に改称[2]
- 2019年
  - 3月30日 - 最後の在校生9人を含む約270人で閉校式が行われる[1]
  - 3月31日 - 閉校（室戸市立室戸小学校に統合）

## 周辺
- 最御崎寺（四国八十八箇所第24番札所）
- 室戸岬郵便局
- 室津漁港
- 室戸ドルフィンセンター
- 海の駅とろむ
- 室戸世界ジオパークセンター
- 室戸スカイライン
- 室津川
- 室戸岬
  - 室戸岬灯台

## アクセス
- 高知東部交通バス 岬小学校前にて下車
- 国道55号（高知県道202号椎名室戸線沿い）